# Peterhead
Peterhead, schottisch-gälisch: Ceann Phàdraig, ist eine Stadt und die größte Siedlung in Aberdeenshire am östlichsten Punkt des auf der Insel Großbritannien gelegenen Teils von Schottland mit 18.537 Einwohnern (Stand 2011). Bis 1983 beheimatete sie die Whiskybrennerei Glenugie.

## Geschichte
Peterhead und seine Umgebung waren früher Eigentum der reichen Abtei Deer, die 1219 von William Comyn, Earl of Buchan errichtet worden war. 1593 wurde das Gebiet der Abtei zugunsten von George Keith, 4. Earl Marischal, der damals Abt von Deer war, in eine weltliche Grundherrschaft umgewandelt. George Keith erhob Peterhead zum Burgh of Barony. In der Folge entwickelte es sich zu einem Fischereihafen. Die Herrschaft über die Stadt blieb nun in den Händen der Earl Marischals, bis deren Earlswürde 1715 erlosch. Am Weihnachtstag dieses Jahres war Peterhead der Schauplatz der Landung des Thronprätendenten James Francis Edward Stuart. 1720 erkaufte eine englische Fischergesellschaft die Stadt und deren Ländereien. Nach deren gescheitertem Engagement wurde Peterhead vom Merchant Maidens’ Hospital zu Edinburgh um 3000 Pfund erstanden, dessen Vorsteher dadurch die Oberherrschaft über die Stadt erlangten und unter anderem den Baillie erwählten. Im 18. Jahrhundert war Peterhead kurzzeitig ein moderner Kurort. Im frühen 19. Jahrhundert entwickelte es sich zu einem wichtigen Zentrum für den grönländischen Robben- und Walfang, während später der Fang von Heringen in den Vordergrund rückte. Heutzutage ist die Stadt nach wie vor ein wichtiger Fischereihafen Großbritanniens.

## Sport
Der Fußballverein FC Peterhead spielt in der Scottish League Two.

## Städtepartnerschaft
Partnerstadt von Peterhead ist Ålesund in Norwegen.

## Söhne und Töchter der Stadt
- William Aitken (1894–1973), Fußballspieler und -trainer
- Eric Temple Bell (1883–1960), Mathematiker und Science-Fiction-Autor
- Margaret Jope (1913–2004), Biochemikerin
- George Keith (1638 oder 1639–1716), schottischer Quäker-Missionar, in den 1670er Jahren in Deutschland und den Niederlanden, danach in New Jersey, trat später in die Anglikanische Kirche ein und kehrte nach England zurück
- George Keith, 9. Earl Marischal (1693–1778), schottischer Jakobit und Diplomat und Freund Friedrichs des Großen. Er wurde auf Inverugie Castle geboren (zwei Meilen von Peterhead), eine Motte, welche die Familie Cheyne im 12. Jahrhundert erbaute (deshalb auch Cheyne´s Tower), später an die Earl Marischal’s überging und heute eine Ruine ist.
- James Keith (1696–1758), Generalfeldmarschall unter Friedrich dem Großen
- Gilbert Mair sen. (1799–1857), Seemann, Händler und 1835 Mitunterzeichner der Unabhängigkeitserklärung Neuseelands
- Estelle Maskame (* 1997), Autorin
- Connor McLennan (* 1999), Fußballspieler
- Peter Mullan (* 1959), Schauspieler und Filmemacher